# Zone touristique internationale
Une zone touristique internationale (ZTI) est un périmètre créé en France où les commerces de détail peuvent déroger au repos dominical des salariés. Les commerçants situés dans les ZTI ont aussi maintenant la possibilité d'ouvrir en soirée (jusqu’à minuit) toute l’année.

## Définition
Selon le gouvernement français, « la création d'une zone touristique internationale permet de répondre au développement de destinations concurrentes avec des offres plus novatrices, soutenues par une communication et une promotion efficaces. La création des ZTI permet également de s’adapter à la croissance rapide de nouvelles clientèles émergentes, qui réclame de la proactivité et de l’inventivité ». Ces zones sont surtout créées dans des quartiers de « shopping » fréquentés par les touristes.
Les ZTI sont prévues par l'article 242 de la loi no 2015-990 du 6 août 2015 pour la croissance, l'activité et l'égalité des chances économiques, dite « loi Macron », codifié dans le code du travail à l'article L. 3132-24.
L'article précité du code du travail dispose que « les établissements de vente au détail qui mettent à disposition des biens et des services et qui sont situés dans les zones touristiques internationales peuvent donner le repos hebdomadaire par roulement pour tout ou partie du personnel ».

## Critères pour créer une ZTI
Les critères suivants sont nécessaires pour établir une ZTI sur un périmètre particulier (article R3132-21-1 du code du travail) :
1. avoir un rayonnement international en raison d'une offre de renommée internationale en matière commerciale ou culturelle ou patrimoniale ou de loisirs ;
2. être desservie par des infrastructures de transports d'importance nationale ou internationale ;
3. connaître une affluence exceptionnelle de touristes résidant hors de France ;
4. bénéficier d'un flux important d'achats effectués par des touristes résidant hors de France, évalué par le montant des achats ou leur part dans le chiffre d'affaires total de la zone.

## Périmètres
Le périmètre d'une zone touristique internationale (ZTI) est délimité par arrêté.

### Paris
Douze ZTI ont été créées par différents arrêtés ministériels pris le 25 septembre 2015, en application de la loi du 6 août 2015 :
- Maillot / Ternes, devenue zone « Palais des Congrès » ;
- Champs-Élysées / Montaigne ;
- Montmartre ;
- Haussmann ;
- Saint-Honoré / Vendôme ;
- Les Halles ;
- Le Marais ;
- Cour Saint-Émilion / Bibliothèque, annulée par le tribunal administratif ;
- Rennes Saint-Sulpice ;
- Saint-Germain ;
- Beaugrenelle ;
- Olympiades, annulée par le tribunal administratif.

Le Tribunal administratif de Paris a annulé la création de la ZTI « Olympiades » par un jugement du 13 février 2018, au motif que les critères d'affluence exceptionnelle de touristes résidant hors de France n'étaient pas remplis ni qu’elle bénéficierait d’un flux important d'achats effectués par ces derniers justifiant son classement en ZTI. La Mairie de Paris a proposé en réponse la création d'une simple zone commerciale. Le même tribunal a annulé, le 19 avril 2018, la création des zones « Saint-Emilion-Bibliothèque » et « Maillot-Ternes ». En réponse, le Gouvernement a, le 23 août 2018, étendu la zone « Champs-Élysées Montaigne » et créé une nouvelle ZTI « Palais des Congrès ». La zone « Bercy-Saint-Émilion » a été recrée comme « zone touristique » par arrêté préfectoral.

### Hors de Paris
- Antibes (une ZTI)[11] ;

- Cagnes-sur-Mer (une ZTI)[12] ;

- Cannes (une ZTI)[13] ;

- Deauville (une ZTI)[14] ;

- Dijon (une ZTI)[15] ;

- La Baule (une ZTI)[16] ;

- Nice (une ZTI)[17] ;

- Saint-Laurent-du-Var (une ZTI)[18] ;

- Serris (une ZTI dénommée « Val d'Europe »)[19].

### Gares
Si elles ne sont pas classées en ZTI, certaines gares qui font face à une affluence exceptionnelle bénéficient d'une réglementation similaire en application de l'article L.3132-25-6 du code du travail.
Un arrêté du 9 février 2016 autorise les commerces de détail en dérogeant au repos dominical des salariés dans des gares :
1. à Paris :
  - gare Saint-Lazare ;
  - gare du Nord;
  - gare de l'Est ;
  - gare Montparnasse ;
  - gare de Lyon ;
  - gare d'Austerlitz
2. en région :
  - gare d'Avignon TGV (Avignon)
  - gare Saint-Jean (Bordeaux)
  - gare de la Part-Dieu (Lyon)
  - gare Saint-Charles (Marseille)
  - gare Saint-Roch (Montpellier)
  - gare de Nice-Ville (Nice)